# Billy West (1892–1975)
Billy West (właściwie Roy B. Weissburg, ur. 22 września 1892, zm. 21 lipca 1975) – amerykański aktor, producent, scenarzysta i reżyser, znany głównie jako sobowtór Charlie Chaplina.
Po raz pierwszy pojawił się w filmie Apartment No. 13 z roku 1912. Łącznie zagrał w ok. 75 filmach, był producentem 40 i reżyserem 22.